# World Games 2001
World Games 2001 – VI. World Games, które odbyły się w japońskim mieście Akita. Udział wzięło 3200 sportowców z 93 państw świata.